# Jean Duboys
Pour les articles homonymes, voir Duboys.
Jean, Charles Duboys est un auteur dramatique français du XIXe siècle, né le 5 novembre 1836 à Angoulême et mort le 23 janvier 1873 à La Couronne (Charente).

## Œuvres
- Les Femmes de province, Paris : Édouard Dentu, 1862.
- Les Mariages de province, Paris et Leipzig : Jung-Treuttel, 1864.
- Combe-Noire,  Paris : impr. de Dubuisson, 1866.
- Mon Oncle Claude,  Paris : Librairie centrale, 1868.
- La Comédie de l'amour, comédie en 1 acte et en vers, créée le 22 janvier 1869 au théâtre de l'Odéon, à Paris.
- La Volonté, Paris : E. Dentu, 1874. Comédie en 4 actes et en vers.

## Biographie
Alphonse Daudet l'eut comme voisin à l'hôtel Lassus, place de l'Odéon, et lui consacre quelques paragraphes dans Trente ans de Paris.